# 前田三男
前田 三男（まえだ みつお、1942年1月5日 - ）は、日本の光学者、レーザー科学者。九州大学名誉教授。久留米工業高等専門学校名誉教授、元校長。工学博士（九州大学、1971年）。元日本工学アカデミー正会員。

## 経歴
長崎県長崎市出身。長崎県立長崎東高等学校を経て、1964年九州大学工学部電気工学科卒業後、1969年同大学大学院工学研究科電気工学専攻博士課程修了。
1969年に九州大学工学部講師となり、1971年助教授、1981年教授。同大学では先端科学共同研究センター長（1997年 - 2000年）、大学院システム情報科学研究院長（2001年 - 2005年）を務め、レーザー装置の開発やその応用に関する研究に取り組んだ。学外においても日本分光学会、応用物理学会、電気学会の各九州支部長、レーザー学会理事・九州支部長などを歴任した。2005年に九州大学を退官、名誉教授。
2005年4月に久留米工業高等専門学校校長となり、2010年3月まで務めた。

## 所属学会等
- レーザー学会フェロー[7]
- 応用物理学会功労会員[8]
- 電気学会上級会員[9]

## 受賞歴
- 1980年 - レーザー学会進歩賞
- 1987年 - 応用物理学会論文賞
- 2000年 - プラズマ・核融合学会技術進歩賞
- 2017年4月 - 瑞宝中綬章[10]

## 著書

### 単著
- 『量子エレクトロニクス』昭晃堂、1987年。ISBN 978-4785601119。
- 『電磁気学の基礎』昭晃堂、1991年。ISBN 978-4785611828。

### 共著
- 村岡克紀、前田三男『プラズマと気体のレーザー応用計測』産業図書、1995年。ISBN 978-4782855423。

### 編著
- 前田三男編 編『エキシマーレーザー』学会出版センター、1993年。ISBN 978-4762267406。

## 論文
- CiNii>前田三男